# Sergio Romero
Sergio Germán Romero, född 22 februari 1987, är en argentinsk fotbollsmålvakt.

## Klubbkarriär
Romero inledde sin karriär genom att spela fem matcher för moderklubben Racing Club under 2007 års Clausura-turnering i Argentina. Därefter värvades han av AZ Alkmaar där han spelade 12 av 34 ligamatcher första säsongen. Säsongen 2007-2008 höll han nollan i 18 av 28 ligamatcher, när AZ vann ligan.
Den 27 juli 2015 värvades Romero av Manchester United, där han skrev på ett treårskontrakt. Den 16 juli 2017 förlängde Romero sitt kontrakt i klubben fram till juni 2021. Den 4 juni 2021 meddelade Manchester United att Romero skulle lämna klubben i samband med att hans kontrakt gick ut.
Den 12 oktober 2021 gick Romero på fri transfer till Venezia, där han skrev på ett kontrakt till sommaren 2022.

## Landslagskarriär
Romero spelade 23 U20-landskamper för Argentina och var bland annat med i Sydamerikanska U20-mästerskapet 2007 (silver) och U20-VM 2007 (guld). Han var sedan med och vann guld i OS 2008 innan han debuterade i det argentinska seniorlandslaget i november 2009. I maj 2010 blev Romero uttagen av Diego Maradona i Argentinas trupp till VM 2010. Han blev dessutom uttagen till VM 2014. Romero blev stor hjälte när han i semifinalen mot Nederländerna räddade två straffsparkar, vilket tog Argentina till VM-finalen. Dock förlorade Argentina finalen med 0-1 efter mål av Mario Götze.